# خانه شموشکی
خانه شموشکی مربوط به دوره پهلوی است و در شهرستان کردکوی، بخش مرکزی، دهستان سدن رستاق شرقی، روستای شموشک واقع شده و این اثر در تاریخ ۲۲ آبان ۱۳۸۶ با شمارهٔ ثبت ۲۰۰۳۴ به‌عنوان یکی از آثار ملی ایران به ثبت رسیده است.